# Anthene lunulata
Anthene lunulata är en fjärilsart som beskrevs av Henry Trimen 1894. Anthene lunulata ingår i släktet Anthene och familjen juvelvingar. Inga underarter finns listade i Catalogue of Life.

## Bildgalleri

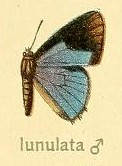